# سکهیرا
سکهیرا (به انگلیسی: Sakhira) یک روستا در پاکستان است که در پنجاب واقع شده‌است. سکهیرا ۱۶۶ متر بالاتر از سطح دریا واقع شده‌است.